# Musoma
Musoma est une ville du nord de la Tanzanie et la capitale de la région de Mara. Lors du recensement de 2002 sa population était de 108 242 habitants (aujourd'hui environ 130 000 estimés).

## Géographie
Elle est située sur une presqu'île (signification de Musoma en swahili) en bordure est du lac Victoria, à une altitude de 1 140 m. Elle est légèrement à l'écart de la route reliant Mwanza (220 km) à la frontière kényane (100 km). Bien que géographiquement proche du parc national du Serengeti, la ville ne bénéficie que marginalement des importantes retombées touristiques générées par celui-ci.
En raison de sa position stratégique, on y trouve une importante base militaire.

## Histoire
La ville fut fondée en tant que poste colonial allemand à la fin du XIXe siècle. Les missionnaires de l'ordre de Maryknoll, arrivés en 1946, ont beaucoup contribué au développement de la cité. Julius Nyerere, le premier président tanzanien et « père de la nation » était originaire de la région (son village natal de Butiama se situe à 45 km au sud et le futur leader a suivi les cours de l'école primaire à Musoma).